# Masazır-sjön
Masazır-sjön (azerbajdzjanska: Masazır gölü, tidigare ryska: Масазыргёль: Masazyrgjol) är en saltsjö i Azerbajdzjan.   Den ligger i distriktet Apsjeron, i den östra delen av landet, 18 km nordväst om huvudstaden Baku. Arean är 8,9 kvadratkilometer.
Omgivningarna runt Masazır-sjön är i huvudsak ett öppet busklandskap. Runt Masazır-sjön är det tätbefolkat, med 982 invånare per kvadratkilometer.